# جايسون دان (لاعب كرة قدم أمريكية)
جايسون دان (بالإنجليزية: Jason Dunn)‏ هو لاعب كرة قدم أمريكية أمريكي، ولد في 15 نوفمبر 1973 في هارودسبورغ في الولايات المتحدة.

## وصلات خارجية
- جايسون دان على موقع مرجع كرة القدم المحترفة.كوم (الإنجليزية)